# Fabian Strahm
Fabian Strahm (28 marzo 1994) è un giocatore di football americano svizzero che gioca nel ruolo di linebacker per gli Helvetic Mercenaries.

## Palmarès
- 1 Swiss Bowl (Bern Grizzlies, 2022)